# Streptococcus mutans
Streptococcus mutans és un bacteri gram-positiu anaeròbic facultatiu que es troba normalment en la cavitat oral dels humans i contribueix significativament a la càries dental.
Aquest microbi va ser descrit per Clarke el 1924.

## Paper en la càries
Els colonitzadors primerencs de la superfície de les dent són principalment bacteris del grup Neisseria i streptococus, incloent S. mutans. El metabolisme de creixement d'aquests microorganismes canvia el medi ambient local i permet que microorganismes pitjors colonitzin després d'ells, formant la placa dental. Junt amb S. sobrinus, S. mutans té un paper principal en la càries, metabolitzant la sacarosa a àcid làctic usant l'enzim Glucansacarasa. L'ambient àcid que creen mineralitza l'esmalt dental i la fa vulnerable a la càries.
La sacarosa és l'únic sucre que S. mutans pot fer servir.
Molts altres sucres com;glucosa, fructosa, lactosa— poden ser digerits per S. mutans, però aquests produeixen àcid làctic com producte final. És la combinació entre la placa i l'àcid que fa la càries. S'ha intentat fer una vacuna contra l'acció de S. mutans però encara sense èxit en humans. Recentment s'ha descobert que les proteïnes induïdes per la colonització de S. mutans fan anticossos que inhibeixen el procés de la càries.